# Jamie McGinn
Pour les articles homonymes, voir McGinn.
James Robert McGinn IV (né le 5 août 1988 à Fergus, dans la province de l'Ontario au Canada) est un joueur professionnel canadien de hockey sur glace évoluant à la position d'ailier gauche. 
Ses frères, Tye et Brock, sont également joueurs de hockey professionnels.

## Carrière
Réclamé au deuxième tour du repêchage de 2006 de la Ligue nationale de hockey par les Sharks de San José alors qu'il évolue pour les 67 d'Ottawa de la Ligue de hockey de l'Ontario. Il participe avec l'équipe LHO au Défi ADT Canada-Russie en 2006. McGinn fait une première apparition au niveau professionnel en 2006-2007 alors qu'il rejoint le club affilié au Sharks dans la Ligue américaine de hockey, les Sharks de Worcester.
Il retourne avec les 67 pour la saison suivante mais revient à Worcester pour huit rencontres. Au cours de la saison 2008-2009, il se voit être rappelé par San José et prend part avec ses derniers à 35 rencontres.
Le 27 février 2012, il est échangé à l'Avalanche du Colorado en compagnie de Mike Connolly et Michael Sgarbossa en retour de Daniel Winnik, T.J. Galiardi et un choix de 7e ronde au repêchage de 2013.
Le 19 juin 2014, il signe une prolongation de contrat de deux ans et 5,9 millions avec l'Avalanche.
Le 26 juin 2015, lors du repêchage de 2015, il est échangé aux Sabres de Buffalo en compagnie de Ryan O'Reilly en retour de Nikita Zadorov, Mikhaïl Grigorenko, J.T. Compher et un choix de deuxième tour pour ce repêchage.
Son séjour avec les Sabres ne dure pas une saison complète puisqu'il passe aux Ducks d'Anaheim le 29 février 2016.

## Statistiques

### Statistiques en club
| Saison     | Équipe                      | Ligue      |     | Saison régulière | Saison régulière | Saison régulière | Saison régulière | Saison régulière |   | Séries éliminatoires | Séries éliminatoires | Séries éliminatoires | Séries éliminatoires | Séries éliminatoires |
| Saison     | Équipe                      | Ligue      | PJ  | B                | A                | Pts              | Pun              | PJ               | B | A                    | Pts                  | Pun                  |                      |                      |
| 2004-2005  | 67 d'Ottawa                 | LHO        | 59  | 10               | 12               | 22               | 35               | 18               | 4 | 7                    | 11                   | 0                    |                      |                      |
| 2005-2006  | 67 d'Ottawa                 | LHO        | 65  | 26               | 31               | 57               | 113              | 6                | 2 | 2                    | 4                    | 4                    |                      |                      |
| 2006-2007  | 67 d'Ottawa                 | LHO        | 68  | 46               | 43               | 89               | 49               | 5                | 5 | 1                    | 6                    | 2                    |                      |                      |
| 2006-2007  | Sharks de Worcester         | LAH        | 4   | 1                | 1                | 2                | 4                | 6                | 0 | 0                    | 0                    | 8                    |                      |                      |
| 2007-2008  | 67 d'Ottawa                 | LHO        | 51  | 29               | 29               | 58               | 54               | 4                | 2 | 2                    | 4                    | 4                    |                      |                      |
| 2007-2008  | Sharks de Worcester         | LAH        | 8   | 0                | 2                | 2                | 0                | -                | - | -                    | -                    | -                    |                      |                      |
| 2008-2009  | Sharks de Worcester         | LAH        | 47  | 19               | 11               | 30               | 52               | 6                | 4 | 0                    | 4                    | 19                   |                      |                      |
| 2008-2009  | Sharks de San José          | LNH        | 35  | 4                | 2                | 6                | 2                | -                | - | -                    | -                    | -                    |                      |                      |
| 2009-2010  | Sharks de Worcester         | LAH        | 27  | 7                | 14               | 21               | 15               | -                | - | -                    | -                    | -                    |                      |                      |
| 2009-2010  | Sharks de San José          | LNH        | 59  | 10               | 3                | 13               | 38               | 15               | 0 | 0                    | 0                    | 8                    |                      |                      |
| 2010-2011  | Sharks de Worcester         | LAH        | 30  | 9                | 11               | 20               | 27               | -                | - | -                    | -                    | -                    |                      |                      |
| 2010-2011  | Sharks de San José          | LNH        | 49  | 1                | 5                | 6                | 33               | 7                | 0 | 1                    | 1                    | 30                   |                      |                      |
| 2011-2012  | Sharks de San José          | LNH        | 61  | 12               | 12               | 24               | 26               | -                | - | -                    | -                    | -                    |                      |                      |
| 2011-2012  | Avalanche du Colorado       | LNH        | 17  | 8                | 5                | 13               | 11               | -                | - | -                    | -                    | -                    |                      |                      |
| 2012-2013  | Avalanche du Colorado       | LNH        | 47  | 11               | 11               | 22               | 26               | -                | - | -                    | -                    | -                    |                      |                      |
| 2013-2014  | Avalanche du Colorado       | LNH        | 79  | 19               | 19               | 38               | 30               | 7                | 2 | 3                    | 5                    | 2                    |                      |                      |
| 2014-2015  | Avalanche du Colorado       | LNH        | 19  | 4                | 2                | 6                | 6                | -                | - | -                    | -                    | -                    |                      |                      |
| 2015-2016  | Sabres de Buffalo           | LNH        | 63  | 14               | 13               | 27               | 10               | -                | - | -                    | -                    | -                    |                      |                      |
| 2015-2016  | Ducks d'Anaheim             | LNH        | 21  | 8                | 4                | 12               | 23               | 7                | 2 | 0                    | 2                    | 2                    |                      |                      |
| 2016-2017  | Coyotes de l'Arizona        | LNH        | 72  | 9                | 8                | 17               | 23               | -                | - | -                    | -                    | -                    |                      |                      |
| 2017-2018  | Panthers de la Floride      | LNH        | 76  | 13               | 16               | 29               | 33               | -                | - | -                    | -                    | -                    |                      |                      |
| 2018-2019  | Thunderbirds de Springfield | LAH        | 4   | 2                | 2                | 4                | 9                | -                | - | -                    | -                    | -                    |                      |                      |
| 2018-2019  | Panthers de la Floride      | LNH        | 19  | 4                | 3                | 7                | 6                | -                | - | -                    | -                    | -                    |                      |                      |
| 2019-2020  | Checkers de Charlotte       | LAH        | 2   | 0                | 0                | 0                | 15               | -                | - | -                    | -                    | -                    |                      |                      |
| Totaux LNH | Totaux LNH                  | Totaux LNH | 617 | 117              | 103              | 220              | 267              | 36               | 4 | 4                    | 8                    | 42                   |                      |                      |

## Transaction en carrière
- 2006 : repêché par les Sharks de San José (2e choix de l'équipe, 36e au total).
- 27 février 2012 : échangé par les Sharks avec Mike Sgarbossa et Mike Connolly à l'Avalanche du Colorado en retour de Daniel Winnik, T.J. Galiardi et le choix de septième ronde de l'Avalanche au repêchage de 2013 (les Sharks réclament avec ce choix Emil Galimov).
- 26 juin 2015 : échangé par l'Avalanche aux Sabres de Buffalo en compagnie de Ryan O'Reilly contre Mikhaïl Grigorenko, Nikita Zadorov, J. T. Compher et un choix de deuxième tour pour 2015[2].
- 29 février 2016 : échangé par les Sabres aux Ducks d'Anaheim contre un choix conditionnel de troisième tour au repêchage de 2016.
- 1er juillet 2016 : signe en tant qu'agent libre avec les Coyotes de l'Arizona.
- 17 septembre 2017 : échangé par les Coyotes aux Panthers de la Floride contre Jason Demers.